# Henrique Córdova
Pour les articles homonymes, voir Henrique et Córdova.
Henrique Helion Velho de Córdova (né le 21 décembre 1938 à São Joaquim, dans l'État de Santa Catarina et mort le 15 novembre 2020 à Lages) est un homme politique brésilien. Il fut gouverneur de l'État de Santa Catarina de 1982 à 1983.

## Biographie
Vice-gouverneur pendant le mandat de Jorge Konder Bornhausen, il lui succède en 1982 à la suite de sa démission. Sa principale action fut l'augmentation du salaire minimum. Il l'augmenta notamment au-delà des standards nationaux ce qui lui valut d'aller s'en expliquer à Brasília.